# Masca

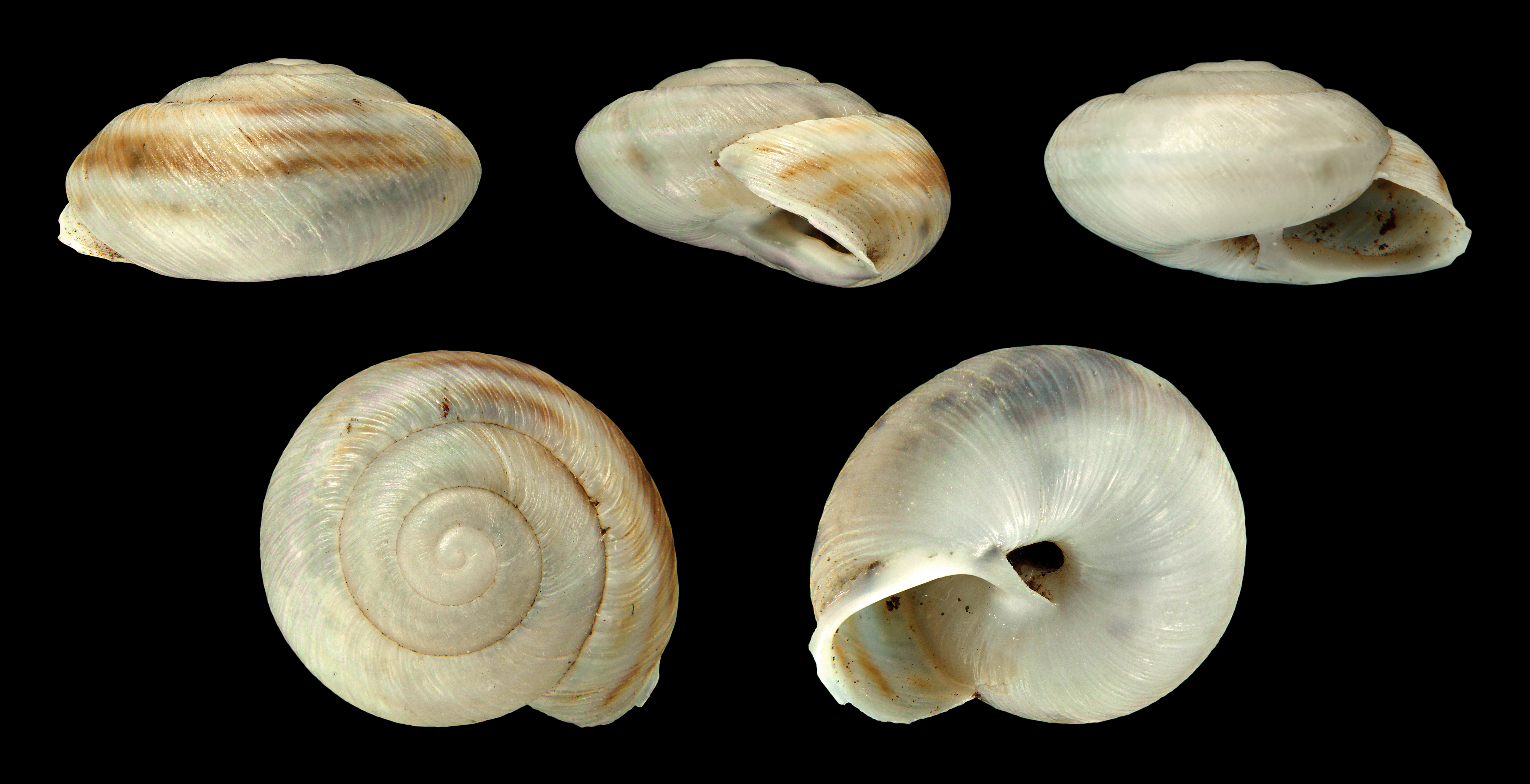
Gehäuse von Hemicycla mascaensis, einer endemischen Landschnecke von Teneriffa, benannt nach der Ortschaft Masca

Masca ist ein Bergdorf in einem Vulkankrater auf 650 msnm im Teno-Gebirge im Nordwesten der kanarischen Insel Teneriffa mit etwa 86 Einwohnern (Stand: 2019). Das Ortsbild wird von terrassierten Feldern am Hang des Kraters geprägt. Das Dorf liegt am Zugang zur Masca-Schlucht, welche durch einen engen Barranco ans Meer führt und eine beliebte Wanderroute ist.
Eine Besonderheit Mascas ist die Bauart vieler Gebäude, welche aus einfachen Materialien zweistöckig am Hang errichtet wurden. Da die Gebäude oft nachträglich erweitert werden, sind nicht alle Räume im Inneren miteinander verbunden, sondern über separate Eingänge und Treppen von außen erreichbar.
Im Sommer 2007 zerstörte ein Feuer Teile der Siedlung, umliegenden Terrassen und Kiefernbestände. Die Bewohner mussten per Helikopter evakuiert werden.

## Verkehr und Infrastruktur
Der Ort war bis zum Bau einer asphaltierten Straße von Buenavista del Norte nach Santiago del Teide in den 1980er-Jahren nur zu Fuß erreichbar und wird heute von der Buslinie 355 der Verkehrsgesellschaft TITSA von Buenavista del Norte nach Valle Santiago bedient.

## Tourismus
Die Masca-Schlucht wurde jedes Jahr von etwa 100.000 Wanderern durchquert. Von Anfang 2018 bis März 2021 war sie wegen Erneuerungsarbeiten geschlossen. Aktuell (August 2024) kann sie nur am Wochenende begangen werden, die Anzahl der Touristen ist zudem begrenzt, seit Juli 2024 auf 275 pro erlaubtem Tag (Freitag–Sonntag) und bei einem vorher anzumeldenden Eintritt von knapp 30 Euro.
 

2004 wurde im Ort ein kleines ethnografisches Museum in einem umgewidmeten Gehöft eröffnet.

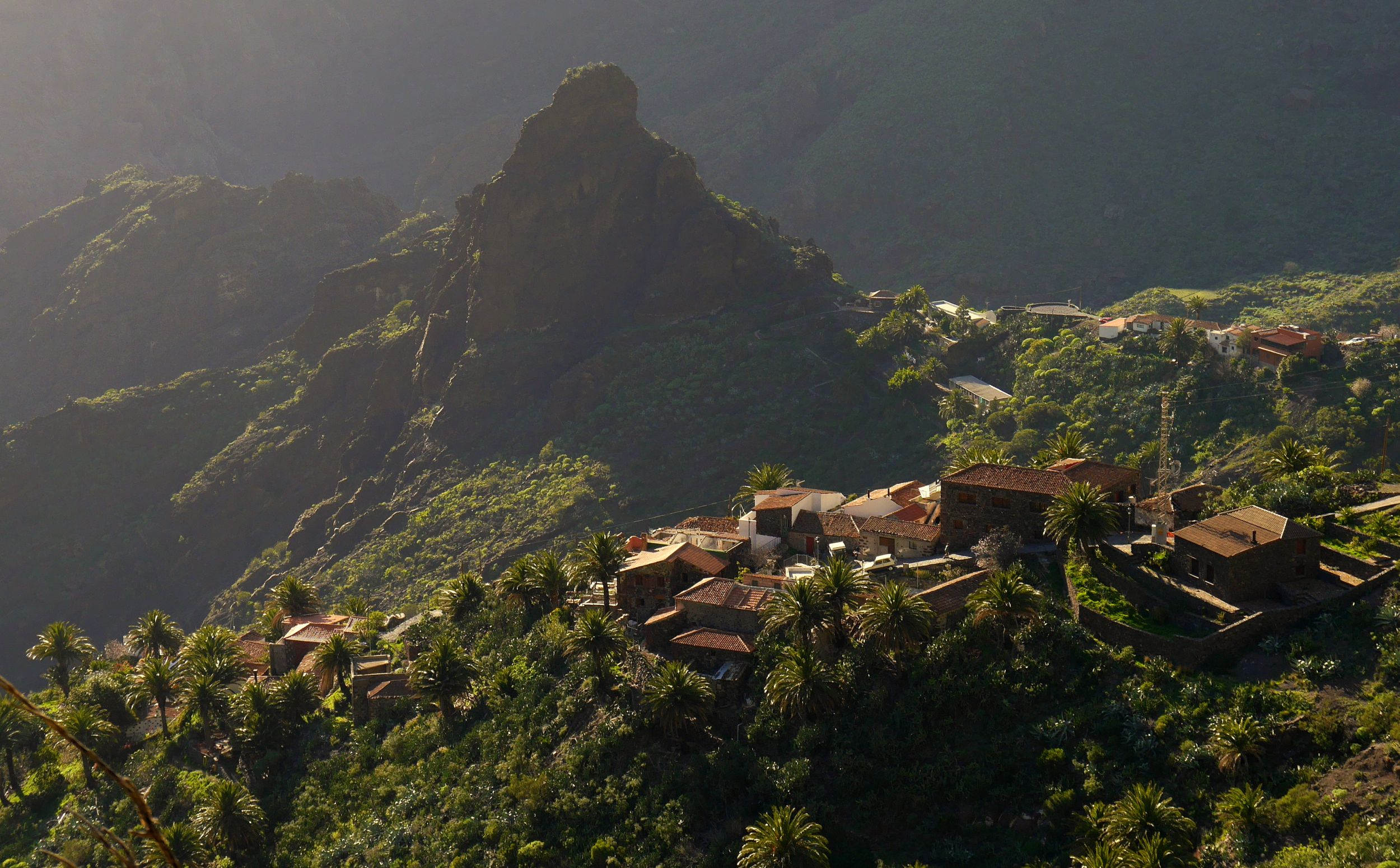
Blick auf Masca
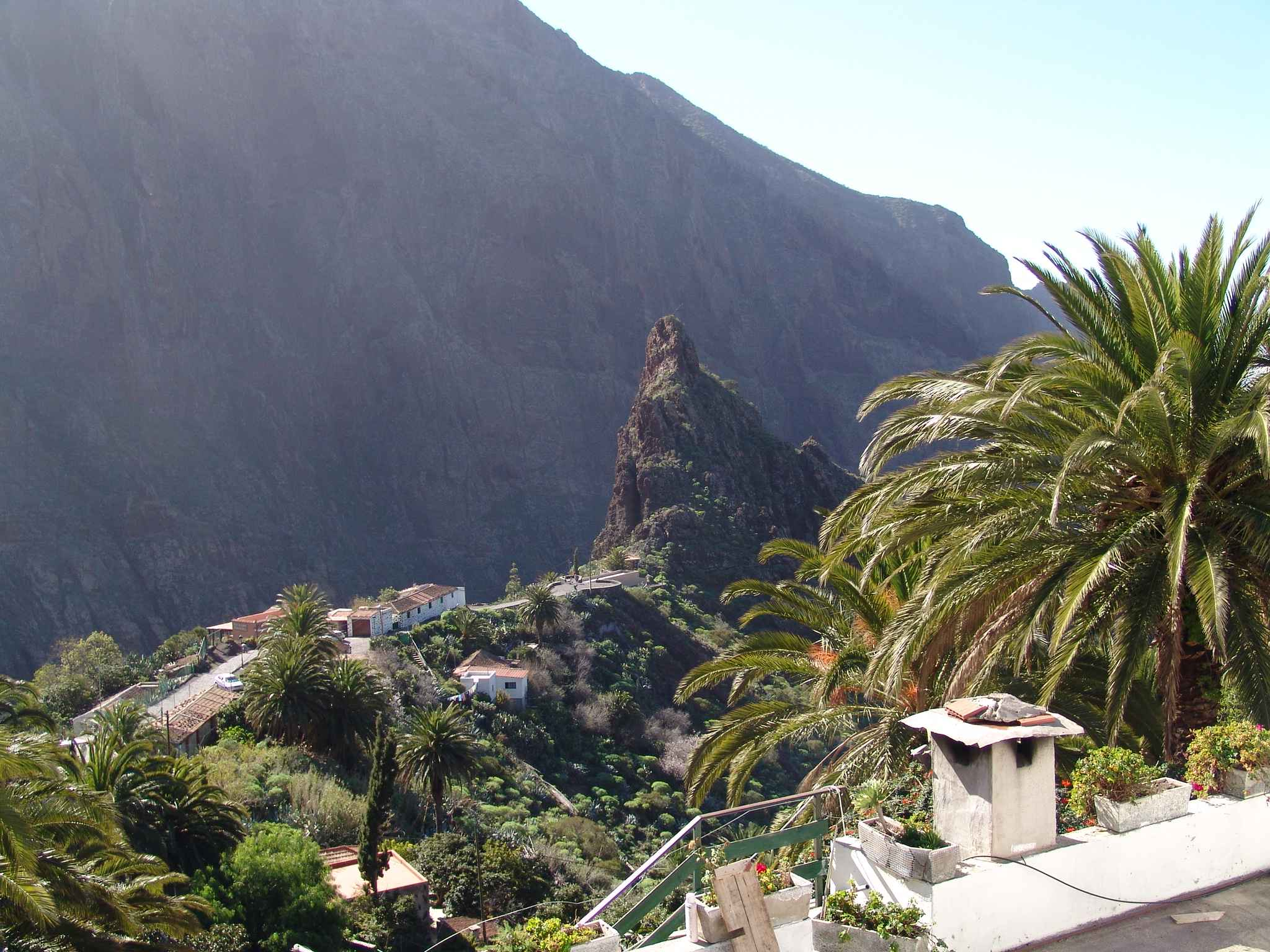
Masca
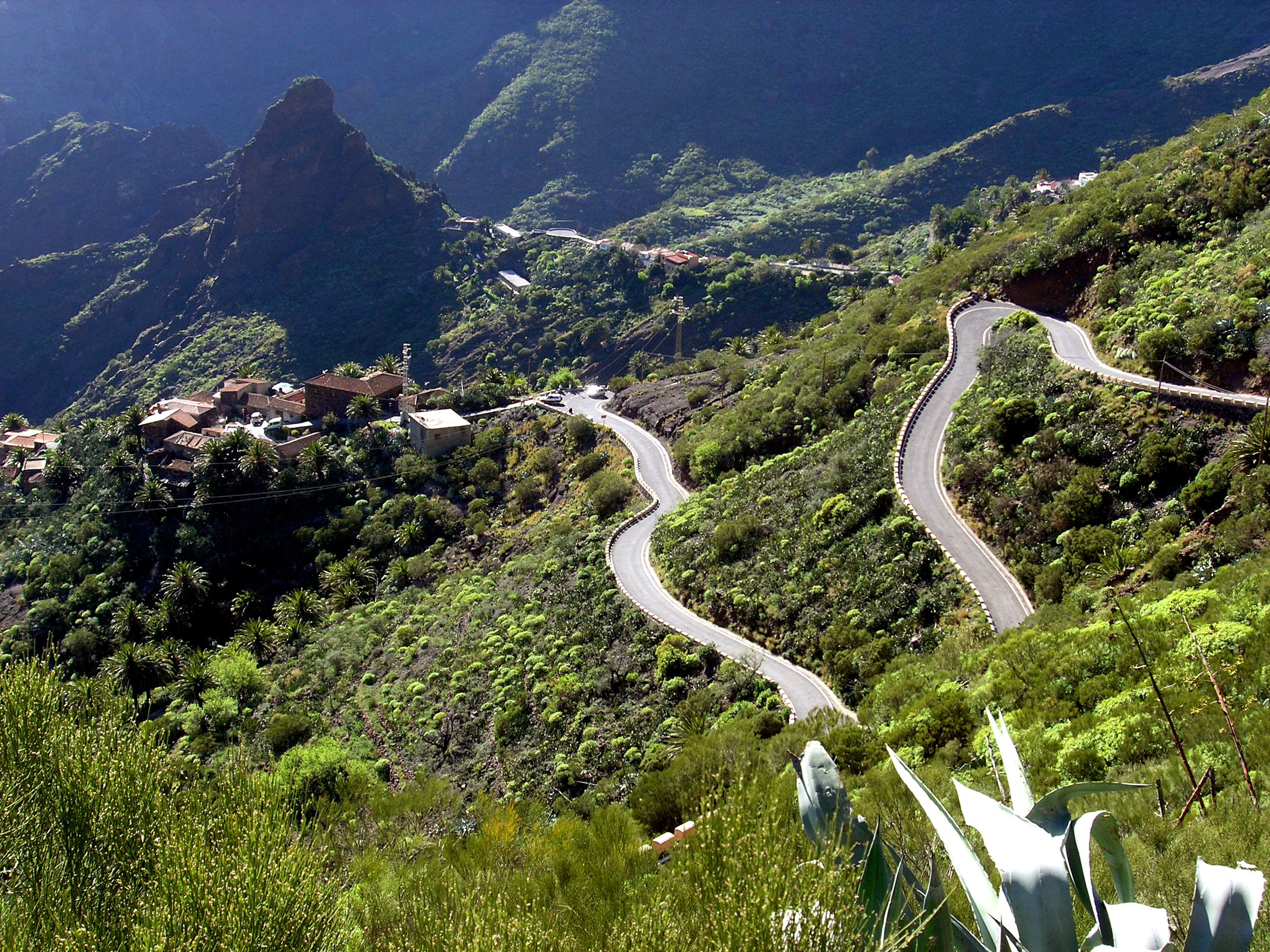
Serpentinen hinunter zur Mascaschlucht
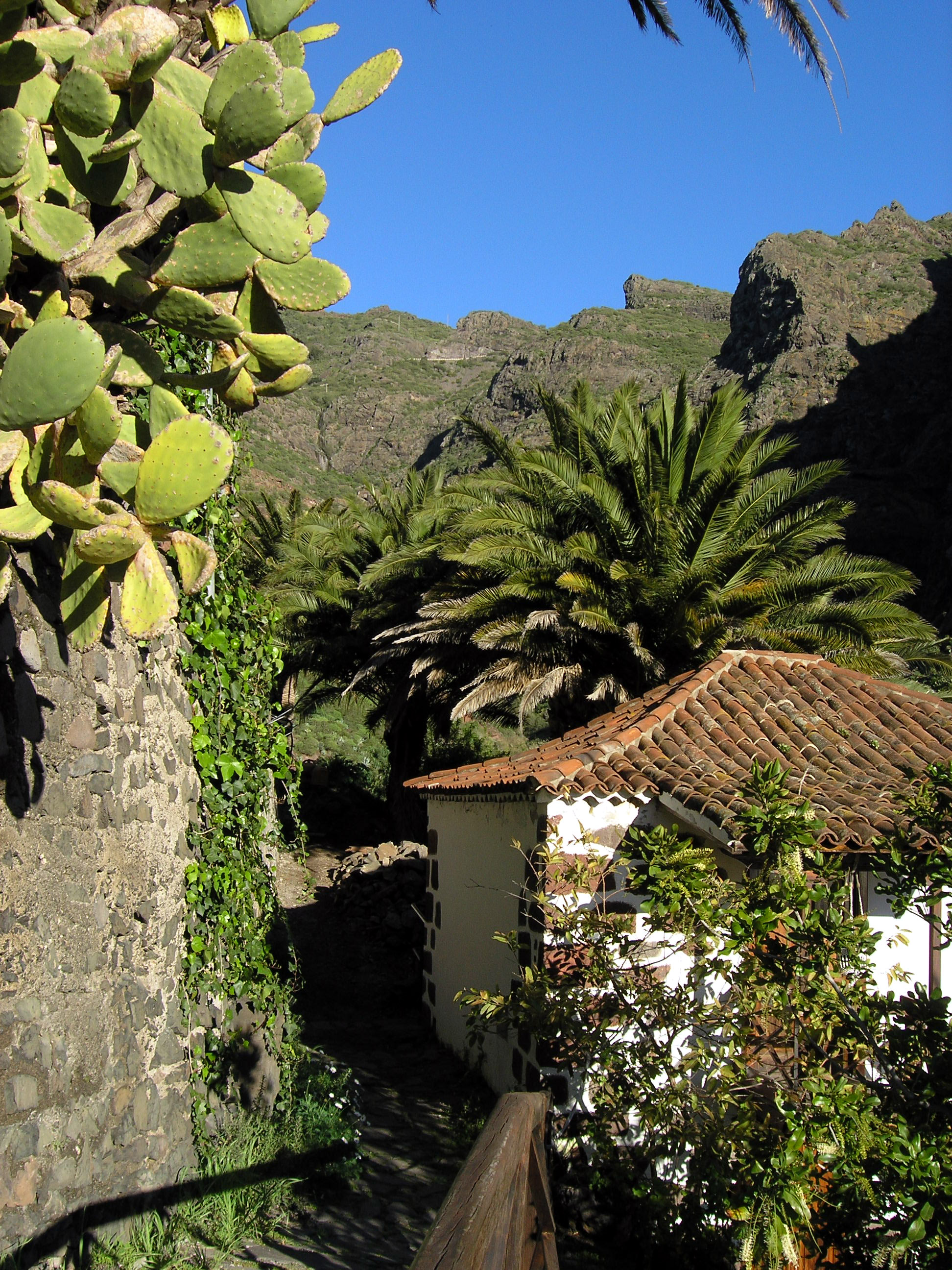
Impression
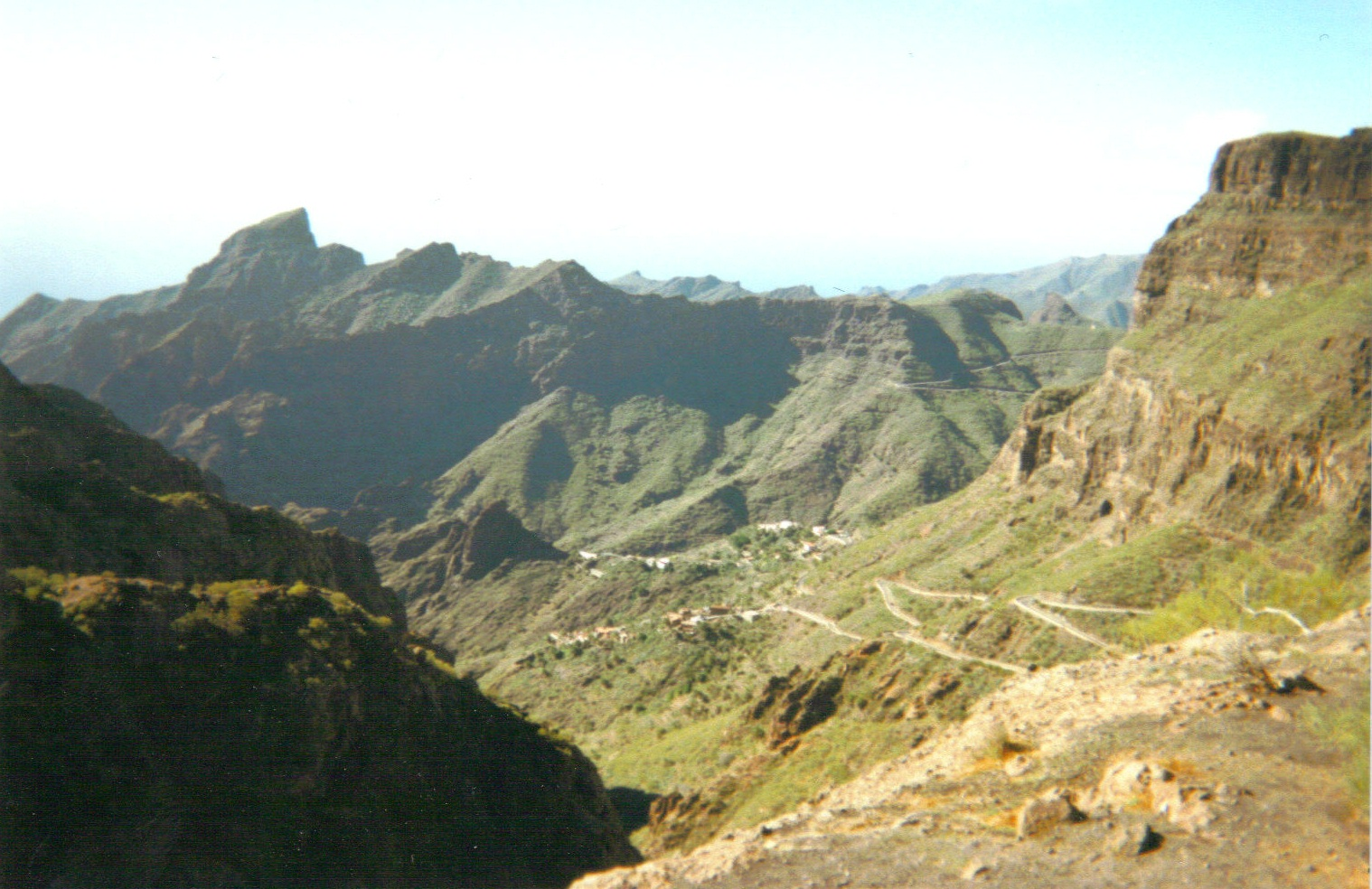
Gesamtübersicht
Panorama